# 홍소연
홍소연(洪小然, 1974년 ~ )은 대한민국 KBS의 아나운서이다.

## 학력
- 서문여자고등학교 졸업
- 이화여자대학교 교육학과 졸업
- 상명대학교 대학원 문화예술대학원 졸업

## 경력
- 1997년 10월: KBS 24기 공채 아나운서
- 숙명여자대학교 겸임교수(방송 관련 강의)
- 2021년 ~ 2022년 : KBS 아나운서실 아나운서2부장

## 진행

### TV
- 1998년: KBS 2TV KBS 뉴스 (1600, KBS 2TV) 진행
- 1998년 ~ 1999년: KBS 2TV 특종! 비디오 저널 진행
- 2000년 ~ 2001년: KBS 1TV KBS 뉴스광장 생활정보, 문화계소식 진행
- 2001년 10월 5일 KBS1 국악동요제 진행
- 2002년: KBS 1TV 열려라 동요세상 진행
- 2002년: KBS 1TV KBS 뉴스 헤드라인 진행
- 2002년 9월 21일 KBS1 국악동요제 진행
- 2003년 ~ 2004년: KBS 2TV 생방송 세상의 아침 진행
- 2003년: KBS 1TV 피플 세상속으로 내레이션
- 2003년 9월 13일 KBS1 국악동요제 진행
- 2004년 9월 12일 KBS1 KBS 창작동요대회 진행
- 2004년 9월 25일 KBS1 국악동요제 진행
- 2005년 12월 1일 ~ 2008년 11월 15일: KBS 1TV KBS 930 뉴스 진행
- 2009년 4월 25일 ~ 2010년 5월 8일: KBS 1TV 남북의 창 진행
- 2009년 ~ 2012년: KBS 1TV 인간극장 내레이션
- 2010년 9월 5일: KBS 2TV 다큐멘터리 3일 출연 - 164회《세상을 여는 목소리 - KBS 아나운서 3일》
- 2003년: KBS 2TV 긴급구조 119 내레이션
- 2015년 다문화 청소년 힐링 캠프, 꿈을 쏘다 - 내레이션
- 2018년 5월 24일 ~ 사랑의 가족 내레이션
- 2018년 추석특집 어머니의 맛 - 내레이션
- 2018년 ~ 2022년 종영 후 : 다큐멘터리 3일 (방송순서고지멘트)
- 2021년: KBS1/KBS2 Sign Off - 내레이션
- 2022년: KBS 1TV 다큐On 150회 : 호랑이의 날 기획 - 호랑이는 살아있다 - 내레이션

### 라디오
- KBS 클래식FM: KBS 음악실 진행
- KBS 제1라디오: 토요와이드 진행
- KBS 제2FM: 홍소연의 상쾌한 아침 진행
- KBS 제3라디오: 사랑의 책방 진행
- KBS 제2라디오: 지금은 웰빙시대 진행
- KBS 제1FM: 세상의 모든 음악
- KBS 제1라디오: 빅데이터로 보는 세상
- KBS 클래식FM: 노래의 날개 위에 (현재 진행 중)

### 기타 이력
- KBS2 《VJ특공대》 국내 최초 영국대사관 방문 방송